# Сурури, Гюльриз
Гюльриз Сурури (тур. Gülriz Sururi , 24 июля 1929, Стамбул — 31 декабря 2018, Стамбул) — турецкая театральная актриса

 и писательница. Помимо этого, вела кулинарное ТВ-шоу и являлась соосновательницей театра. Государственный артист Турции (1998).

## Биография
Родилась в Стамбуле 24 июля 1929 года. Её отец Лютфуллах был основателем первого турецкого музыкального театра, а мать — примадонной.
Обучалась актёрской игре и пению в стамбульской муниципальной консерватории. В 1942 году по приглашению Мухсина Эртугрула начала играть в детской секции городского театра Стамбула. С 1955 года выступала в театре Муаммера Караджи. В 1960 году перешла в театр Халдуна Дормена. В 1962 года совместно с Энгином Джеззаром, основала собственный театр, они назвали его своими именами.
В 1966 году была признана Ассоциацией женщин Турции «Женщиной года». 18 сентября 1968 года вышла замуж за Энгина Джеззара. В 1990-х в течение пяти лет вела на канале «TRT» кулинарное шоу «A La Luna». В 1998 году Министерство культуры Турции присвоило ей звание Государственного артиста. Последнюю свою роль на сцене сыграла в 1999 году в пьесе «Söyleyeceklerim Var».
Умерла 31 декабря 2018 года. У неё осталась приёмная дочь Зейнеп Мирач Озкартал.